# 駒止町 (名古屋市)
駒止町（こまどめちょう）は、愛知県名古屋市北区の地名。現行行政地名は駒止町1丁目及び駒止町2丁目。住居表示未実施。

## 地理
北区の西部に位置する。東は金城町、西は西区城北町・田幡町字西ハサバ、南は城見通、北は西志賀町に接する。住宅地である。

## 歴史

### 由来
平手政秀が自刃した際、駆けつけた織田信長が馬をつないでおいた松の木が平手邸の南にあったといわれることに由来するという。

### 沿革
- 1952年（昭和27年） - 北区田幡町・西志賀町の各一部より成立。

## 世帯数と人口
2019年（平成31年）1月1日現在の世帯数と人口は以下の通りである。
| 町丁   | 世帯数  | 人口    |
| ------ | ------- | ------- |
| 駒止町 | 668世帯 | 1,386人 |

### 人口の変遷
国勢調査による人口の推移
| 2000年（平成12年） | 1,462人 | [ WEB 7 ]  |  |
| 2005年（平成17年） | 1,454人 | [ WEB 8 ]  |  |
| 2010年（平成22年） | 1,400人 | [ WEB 9 ]  |  |
| 2015年（平成27年） | 1,448人 | [ WEB 10 ] |  |

## 学区
市立小・中学校に通う場合、学校等は以下の通りとなる。また、公立高等学校に通う場合の学区は以下の通りとなる。
| 番・番地等 | 小学校               | 中学校               | 高等学校 |
| ---------- | -------------------- | -------------------- | -------- |
| 全域       | 名古屋市立金城小学校 | 名古屋市立志賀中学校 | 尾張学区 |

## 交通

### バス
- 名古屋市営バス（名古屋市交通局）
  - 城見通二丁目停留所 -  幹栄1系統・名駅15系統（西部医療センター行）・栄11系統（如意車庫前・平田住宅行）[2]

## 施設

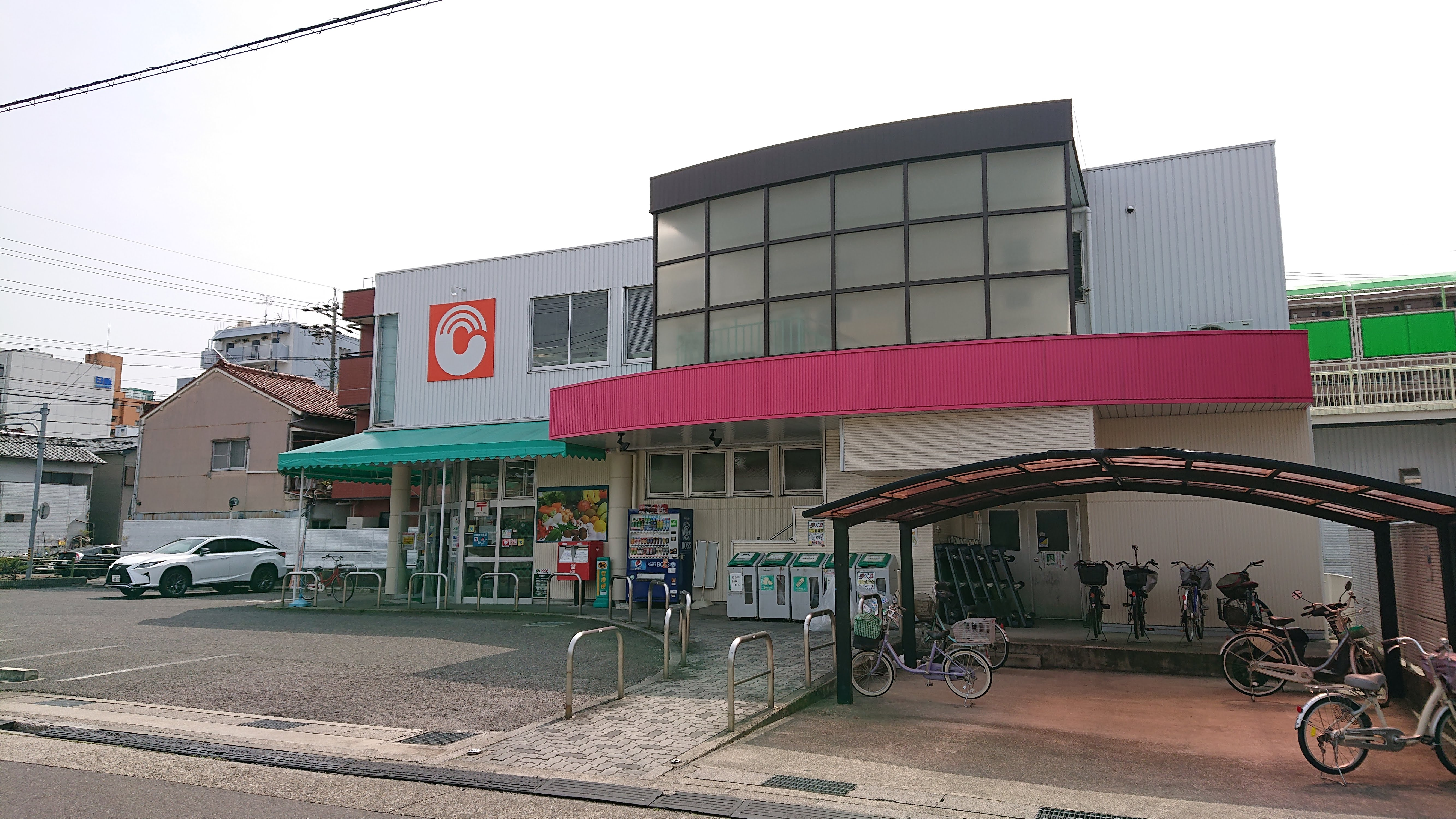
名古屋勤労市民生活協同組合
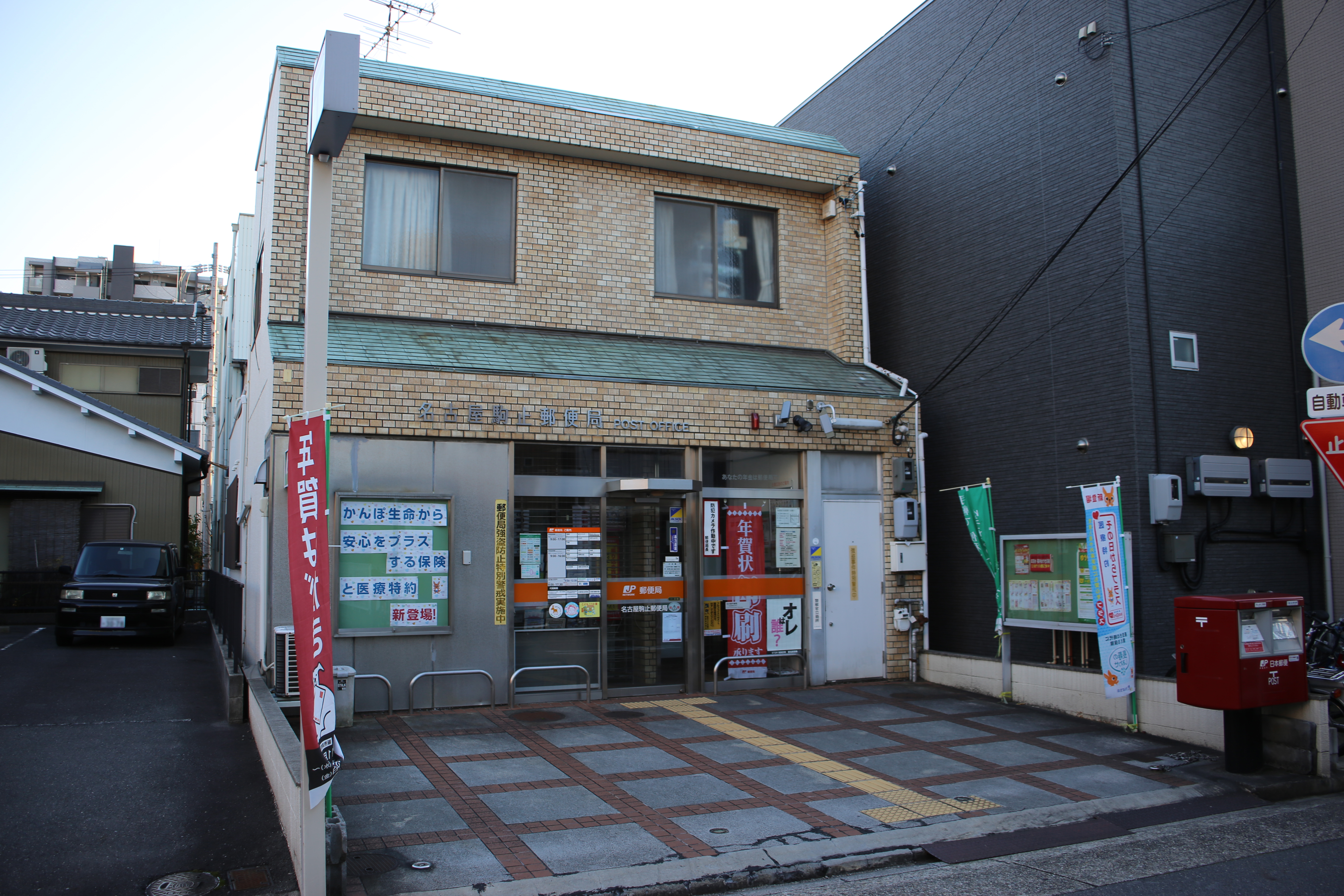
名古屋駒止郵便局
- 真宗大谷派西光寺
- 天理教明快分教会
- 櫛留商店

日本で唯一大相撲で使用される櫛を製造している商店。
- 名古屋勤労市民生活協同組合
- 名古屋駒止郵便局

## その他

### 日本郵便
- 郵便番号 : 462-0059[WEB 3]（集配局：名古屋北郵便局[WEB 13]）。

### WEB
1. 1 2  “愛知県名古屋市北区の町丁・字一覧”.   人口統計ラボ. 2017年10月7日閲覧。
2. 1 2  “町・丁目(大字)別、年齢(10歳階級)別公簿人口(全市・区別)”.   名古屋市 (2019年1月23日). 2019年1月23日閲覧。
3. 1 2  “郵便番号”.  日本郵便. 2019年1月6日閲覧。
4. ↑  “市外局番の一覧”.   総務省. 2019年1月6日閲覧。
5. ↑  “住所コード検索”. 自動車登録関係コード検索システム.  国土交通省. 2018年10月29日閲覧。
6. ↑  名古屋市役所市民経済局地域振興部住民課町名表示係 (2015年10月21日). “北区の町名一覧”.   名古屋市. 2017年10月7日閲覧。
7. ↑  名古屋市役所総務局企画部統計課統計係 (2005年7月1日). “（刊行物）名古屋の町(大字)・丁目別人口 (平成12年国勢調査) 北区” (xls). 2017年10月8日閲覧。
8. ↑  名古屋市役所総務局企画部統計課統計係 (2007年6月29日). “平成17年国勢調査　名古屋の町(大字)別・年齢別人口 北区” (xls). 2017年10月8日閲覧。
9. ↑  名古屋市役所総務局企画部統計課統計係 (2012年6月29日). “平成22年国勢調査　名古屋の町(大字)別・年齢別人口 北区” (xls). 2017年10月8日閲覧。
10. ↑  名古屋市役所総務局企画部統計課統計係 (2017年7月7日). “平成27年国勢調査　名古屋の町(大字)別・年齢別人口” (xls). 2017年10月8日閲覧。
11. ↑  “市立小・中学校の通学区域一覧”.   名古屋市 (2018年11月10日). 2019年1月14日閲覧。
12. ↑  “平成29年度以降の愛知県公立高等学校（全日制課程）入学者選抜における通学区域並びに群及びグループ分け案について”.   愛知県教育委員会 (2015年2月16日). 2019年1月14日閲覧。
13. ↑  郵便番号簿 平成29年度版 - 日本郵便. 2019年01月06日閲覧 (PDF)

### 文献
1. ↑  北区制50周年記念事業実行委員会編『北区誌』1994年、541頁。
2. ↑  名古屋市交通局なごや地図ナビ 城見通三丁目2013年8月31日閲覧。